# Bandera de la República Socialista Soviética de Estonia
La bandera de la República Socialista Soviética de Estonia fue adoptada por la RSS de Estonia el 6 de febrero de 1953. Es una modificación de la bandera nacional de la URSS. 

## Descripción
La bandera de la República Socialista Soviética de Estonia se presenta como un paño rectangular de color rojo con agua con oleaje de color azul marino con borde blanco en la parte inferior, ligeramente separado del borde (la cual representa al Mar Báltico), con el martillo y la hoz dorados, y la estrella con bordes dorados en la parte superior del cantón.

## Historia
Desde 1940, la bandera era roja con una hoz y un martillo de oro en la esquina superior izquierda. Sobre la hoz y el martillo estaban los caracteres latinos dorados ENSV ( Eesti Nõukogude Sotsialistlik Vabariik ) en una fuente sans-serif . La bandera fue restaurada nuevamente en 1944 después de la reconquista de Estonia de la Alemania nazi .
El 6 de febrero de 1953, se adoptó la versión final de la bandera de la República Socialista Soviética de Estonia. Aunque es similar a la bandera de la Unión Soviética , tiene las seis franjas onduladas azules puntiagudas con la franja blanca en la parte inferior. Ni la Constitución (Ley Fundamental) de la República Socialista Soviética de Estonia ni el estatuto de la bandera nacional de la República Socialista Soviética de Estonia mencionaron el tono de las franjas onduladas azules en la bandera. El vexilólogo soviético VN Streltsov en Odessa lo describió como "azul eléctrico". [2]

Bandera de la RSS de Estonia (1940-1953)
Bandera de la RSS de Estonia (1953-1990)
Reverso de la bandera